# Cris MJ
Cris MJ, pseudonimo di Christopher Andrés Álvarez García (La Serena, 16 settembre 2001), è un rapper e cantante cileno.

## Biografia
Cresciuto a La Serena, Cris MJ ha iniziato a pubblicare musica caricando inediti tramite DistroKid. Si è fatto conoscere col successo Una noche en Medellín, numero uno nella Chile Songs e certificato multiplatino dalla Federazione Industria Musicale Italiana, Productores de Música de España e Recording Industry Association of America. Il suo primo album in studio, dal titolo Welcome to My World, è uscito nel novembre 2022, anno in cui ha intrapreso una tournée con tappe sia in Cile che all'estero. Al disco ha fatto seguito Partyson, presentato nel novembre 2023.
Agli MTV Millennial Awards Cris MJ è stato candidato in due categorie per la hit Gata only; il brano, in collaborazione con FloyyMenor, ha trovato successo a livello globale, raggiungendo la top five della hit parade mondiale di Billboard con oltre 75 milioni di stream rilevati da Luminate Data. Quinta numero uno in patria, ha scalato la Hot 100 fino al 27º posto e la Official Singles Chart fino alla 58ª posizione. Si tratta inoltre della canzone più consumata in Cile durante il primo semestre dell'anno tramite i dati raccolti dalla Sociedad de Productores Fonográficos y Videográficos de Chile e e di quella in spagnolo più popolare dei dodici mesi globalmente, con quasi un miliardo di stream accumulati secondo l'International Federation of the Phonographic Industry. Ha infine ricevuto cinque dischi di diamante latino dalla RIAA per le 3 milioni di unità vendute.
Nel giugno 2025 è ritornato sulle scene musicali col terzo LP Apocalipsis, anticipato da una tournée musicale europea.

## Discografia

### Album in studio
- 2022 – Welcome to My World
- 2023 – Partyson
- 2025 – Apocalipsis

### EP
- 2024 – MJ (con FloyyMenor)

### Singoli
- 2020 – Soy un bandido
- 2020 – Arriba del Mercedes
- 2020 – Somos como el Chapo (con Kail BRL)
- 2020 – Venimos de la calle (con Kail BRL)
- 2020 – 20/20
- 2020 – Nada fue regalao (con Tobal e Keed Baby)
- 2020 – Desacata (con Kail BRL)
- 2020 – Que viva el money
- 2020 – En la calle dicen (con Blackroy)
- 2020 – Andamos bendecidos (con Carlitos Fresh)
- 2020 – Vamos pa' la disco (con Pablito Pesadilla ed El Barto)
- 2021 – Como tu ninguna
- 2021 – Toy con la bendición (con Galee Galee feat. Bstk Prod)
- 2021 – Si mañana caigo preso
- 2021 – Tu te fuiste (con Germanini, Simon la Letra, El Bai e Balbi El Chamako)
- 2021 – Te fuiste con otro (con Marcianeke)
- 2021 – Busy (con Astro e Neto Peña)
- 2021 – Sin ti me siento bien (con Victor la Voz Official e Camiloskill)
- 2021 – Profuga (con Alex Got)
- 2021 – Me la engancho (con Zeroevi e Maty Farra)
- 2021 – Como lo soñamos
- 2021 – Los malvekes (con Marcianeke e Simon la Letra)
- 2021 – Locura y maldad
- 2021 – Menean la chapa (con Nico Baby)
- 2021 – Bichiyal (con Marcianeke)
- 2022 – Booty Booty
- 2022 – Positivo (con Stylee)
- 2022 – Una noche en Medellín
- 2022 – Dime tú (con Pailita e Big Cvyu)
- 2022 – Cómo te va
- 2022 – A perriarla (con Pailita e Galee Galee)
- 2022 – Party (con Selected Music e Neutro Shorty)
- 2022 – Me arrepentí (con AK4:20 e Pailita)
- 2022 – Sextime (con Polimá Westcoast e Young Cister)
- 2022 – Beso de 3 (con Nico Mastre e Brray)
- 2022 – Yo no me olvido (con Gotay "El Autentiko")
- 2022 – Baby Doll (con Pablito Pesadilla e Harry Nach)
- 2022 – Webcam (con Mendoza e i Ghetto Kids)
- 2022 – Empezamos de 0
- 2022 – Paz mental
- 2022 – Marisola (con Standly)
- 2022 – Ella quiere enrolar (Experimento 01) (con Fran C)
- 2022 – Pensándote (con El Bai)
- 2022 – Suburban (con Jory Boy)
- 2022 – Víbora (feat. Juanka)
- 2022 – Famoso (con Magicenelbeat)
- 2022 – Perreo (con Magicenelbeat)
- 2022 – Llámame bebé (con Pailita e Young Cister)
- 2023 – Mi facha
- 2023 – Se te hace tarde
- 2023 – Salió de noche (con AK4:20)
- 2023 – Su altura
- 2023 – Adictivo (con Kail BRL)
- 2023 – Polémica
- 2023 – Cómo tú estás (con Benji La Maldita Escritura de Oro)
- 2023 – Ando buscando
- 2023 – La noche está
- 2023 – Nalgas rojas
- 2023 – 333 (con Yan Block)
- 2023 – Maúllame
- 2023 – Partyson
- 2023 – Abriendo puertas
- 2023 – Diabólica (feat. Dei V)
- 2023 – Mala (feat. Pablo Chill-E)
- 2023 – Mía na' más (con Luar La L)
- 2023 – Nos conviene más (con Hades66)
- 2023 – + paca más elástico
- 2023 – 3+1 (con Marcianeke)
- 2024 – Gata only (con FloyyMenor e/o Anitta)
- 2024 – Ke la castiguen (con Louki)
- 2024 – Qué hay amor
- 2024 – Que brille sola mami (con Tobal MJ e Kail BRL)
- 2024 – Quickie
- 2024 – Si no es contigo
- 2024 – Percosex (con Yung Beef)
- 2024 – No ponga excusas
- 2024 – Pensamos rapido (con Panda Black)
- 2024 – Tuss (con Bryant Myers)
- 2024 – Que le de (con Nes)
- 2024 – 7 trompetas
- 2025 – Oxy (con Slayter)
- 2025 – Élite
- 2025 – Minnie 2 (con Kidd Voodoo)
- 2025 – Party MJ
- 2025 – Frozen
- 2025 – Conmigo se escapa

## Tournée
- 2022 – Una noche en Medellín tour
- 2024 – Tour Europa
- 2025 – Apocalipsis tour